# Roosendaal
Roosendaal  (a volte trascritto Roosendael) è una città e una municipalità dei Paesi Bassi di 77 571 abitanti situato nella provincia del Brabante Settentrionale.
La municipalità è stata istituita il 1º gennaio 1997 ed è stata formata dall'unione del territorio dell'ex-municipalità di Roosendaal en Nispen e parte del territorio di Wouw.